# Canton de Montgeron
Le canton de Montgeron est une ancienne division administrative et circonscription électorale française située dans le département de l’Essonne et la région Île-de-France.
À la suite du redécoupage cantonal de 2014, le canton est supprimé, et son territoire réparti entre les cantons de Draveil et de Vigneux-sur-Seine.

## Géographie

### Situation
| Type d’occupation           | Pourcentage | Superficie (en hectares) |
| --------------------------- | ----------- | ------------------------ |
| Espace urbain construit     | 45,3 %      | 504,69                   |
| Espace urbain non construit | 5,5 %       | 61,14                    |
| Espace rural                | 49,2 %      | 548,73                   |
| Source : Iaurif             |             |                          |

Le canton de Montgeron était organisé autour de la commune de Montgeron dans l’arrondissement d'Évry. Son altitude variait entre trente-et-un mètres et quatre-vingt huit mètres à Montgeron, pour une altitude moyenne de trente-deux mètres.

### Composition
Le canton de Montgeron comptait une commune :
| Communes  | Population (2012) | Code postal | Code Insee  |
| --------- | ----------------- | ----------- | ----------- |
| Montgeron | 22 880 hab.       | 91230       | 91 2 19 421 |

### Démographie
| 1968   | 1975   | 1982   | 1990   | 1999   | 2006   | 2010   |
| ------ | ------ | ------ | ------ | ------ | ------ | ------ |
| 21 768 | 23 786 | 22 039 | 21 677 | 21 905 | 23 105 | 22 880 |

### Pyramide des âges
| Hommes | Classe d’âge | Femmes |
| ------ | ------------ | ------ |
| 0,5    | 90 ans ou +  | 1,6    |
| 6,3    | 75 à 89 ans  | 9,9    |
| 14,3   | 60 à 74 ans  | 13,6   |
| 21,4   | 45 à 59 ans  | 20,2   |
| 20,7   | 30 à 44 ans  | 19,9   |
| 17,3   | 15 à 29 ans  | 15,9   |
| 19,4   | 0 à 14 ans   | 18,8   |

| Hommes | Classe d’âge | Femmes |
| ------ | ------------ | ------ |
| 0,3    | 90 ans ou +  | 0,8    |
| 4,4    | 75 à 89 ans  | 6,7    |
| 11,3   | 60 à 74 ans  | 11,9   |
| 19,9   | 45 à 59 ans  | 20,0   |
| 21,9   | 30 à 44 ans  | 21,4   |
| 20,6   | 15 à 29 ans  | 19,2   |
| 21,7   | 0 à 14 ans   | 20,0   |

## Histoire

### Département deSeine-et-Oise
Le canton de Montgeron du département de Seine-et-Oise (arrondissement de Corbeil-Essonnes) a été créé par scission du canton de Villeneuve-Saint-Georges par le décret du 28 janvier 1964. Il était constitué des communes de Crosne, Draveil, Montgeron et Vigneux-sur-Seine.

### Département de l'Essonne
Le canton de Montgeron, division de l’actuel département de l’Essonne, fut créé par le décret no 67-589 du 22 juillet 1967, et regroupait alors les communes de Montgeron, Crosne et Vigneux-sur-Seine.
Un nouveau décret daté du 7 décembre 1975 lui a enlevé la commune de Vigneux-sur-Seine pour former le canton de Vigneux-sur-Seine et la commune de Crosne qui rejoint le canton d'Yerres.
Un nouveau découpage territorial de l'Essonne (département) entré en vigueur à l'occasion des premières élections départementales suivant le décret du 24 février 2014. Les conseillers départementaux sont, à compter de ces élections, élus au scrutin majoritaire binominal mixte. Les électeurs de chaque canton élisent au Conseil départemental, nouvelle appellation du Conseil général, deux membres de sexe différent, qui se présentent en binôme de candidats. Les conseillers départementaux sont élus pour 6 ans au scrutin binominal majoritaire à deux tours, l'accès au second tour nécessitant 12,5 % des inscrits au 1er tour. En outre, la totalité des conseillers départementaux est renouvelée. Ce nouveau mode de scrutin nécessite un redécoupage des cantons dont le nombre est divisé par deux avec arrondi à l'unité impaire supérieure si ce nombre n'est pas entier impair, assorti de conditions de seuils minimaux. Dans l'Essonne le nombre de cantons passe ainsi de 42 à 21
Dans ce cadre, le canton est supprimé, et le territoire de la commune de Montgeron est réparti entre cantons de Draveil et de Vigneux-sur-Seine.

## Représentation

### Conseillers généraux du canton de Montgeron
| Période | Période           | Identité                | Étiquette   | Qualité                                                                                                   |
| ------- | ----------------- | ----------------------- | ----------- | --- |
| 1964    | 1970              | Marcel Sieffert         | UDR         | Adjoint au maire de Montgeron Ancien conseiller général du canton de Villeneuve-Saint-Georges (1961-1964) |
| 1970    | 1972 (annulation) | Gabriel Duc (1931-1988) | PCF         | Ouvrier bijoutier puis joaillier Adjoint au maire de Vigneux-sur-Seine                                    |
| 1972    | 1976              | Jean-Claude Fortuit     | UDR         | Secrétaire aux Affaires Etrangères Député (1968-1973)                                                     |
| 1976    | 1979 (décès)      | Jean Hardouin           | PS          | Technicien navigation aérienne Maire de Montgeron (1977-1979)                                             |
| 1979    | 1982              | Bernard Garrigou        | PS          | |
| 1982    | 1994              | Alain Josse             | RPR         | Maire de Montgeron (1983-1995)                                                                            |
| 1994    | 2015              | Gérald Hérault          | PS puis DVG | Maire de Montgeron (1995-2014) Vice-président du conseil général                                          |

### Résultats électoraux
Élections cantonales, résultats des deuxièmes tours :
- Élections cantonales de 1994 : 57,06 % pour Gérald Hérault (PS), 42,94 % pour Alain Josse (RPR), 60,65 % de participation[12].
- Élections cantonales de 2001 : 55,34 % pour Gérald Hérault (PS), 44,66 % pour Philippe Mialet (RPR), 55,95 % de participation[13].
- Élections cantonales de 2008 : 50,12 % pour Gérald Hérault (PS), 49,88 % pour François Durovray (UMP), 67,70 % de participation[14].

## Économie

### Emplois, revenus et niveau de vie
| Répartition des emplois par catégories socioprofessionnelles en 2006. |              |                                           |                                                   |                            |                          |                           |
|                                                                       | Agriculteurs | Artisans, commerçants, chefs d’entreprise | Cadres et professions intellectuelles supérieures | Professions intermédiaires | Employés                 | Ouvriers                  |
| Canton de Montgeron                                                   | 0,0 %        | 5,8 %                                     | 16,1 %                                            | 27,1 %                     | 35,4 %                   | 15,6 %                    |
| Département de l’Essonne                                              | 0,2 %        | 4,5 %                                     | 22,1 %                                            | 27,7 %                     | 27,6 %                   | 17,9 %                    |
| Moyenne nationale                                                     | 2,2 %        | 6,0 %                                     | 15,4 %                                            | 24,6 %                     | 28,7 %                   | 23,2 %                    |
| Répartition des emplois par secteurs d’activités en 2006.             |              |                                           |                                                   |                            |                          |                           |
|                                                                       | Agriculture  | Industrie                                 | Construction                                      | Commerce                   | Services aux entreprises | Services aux particuliers |
| Canton de Montgeron                                                   | 0,5 %        | 10,8 %                                    | 5,1 %                                             | 15,4 %                     | 11,9 %                   | 7,7 %                     |
| Département de l’Essonne                                              | 0,8 %        | 11,5 %                                    | 6,1 %                                             | 15,4 %                     | 18,8 %                   | 6,4 %                     |
| Moyenne nationale                                                     | 3,5 %        | 15,2 %                                    | 6,4 %                                             | 13,3 %                     | 13,3 %                   | 7,6 %                     |
| Sources : Insee,                                                      |              |                                           |                                                   |                            |                          |                           |

## Sources
1. ↑  Fiche multicommunale d’occupation des sols en 2008 sur le site de l’Iaurif. Consulté le 17/11/2010.
2. ↑  Évolution démographique cantonale sur le site de l’Insee. Consulté le 20/05/2009.
3. ↑  Données démographiques cantonales 2006 sur le site de l’Insee. Consulté le 20/05/2009.
4. ↑  Population légale 2010 sur le site de l’Insee. Consulté le 31/12/2012.
5. ↑  Pyramide des âges cantonale 2009 sur le site de l’Insee. Consulté le 08/07/2012.
6. ↑  Pyramide des âges de l’Essonne en 2009 sur le site de l’Insee. Consulté le 07/07/2012.
7. ↑  « Décret du 28 janvier 1964 portant modification de limites territoriales de cantons et création de nouveaux cantons (Seine-et-Oise) », Journal officiel de la République française,‎ 30 janvier 1964, p. 1090-1092 (lire en ligne [PDF]).
8. ↑  JO du 22/07/1967 sur le site legifrance.gouv.fr Consulté le 01/01/2009.
9. ↑  Texte du décret du 7 décembre 1975 portant modification des limites cantonales sur le site de legifrance.gouv.fr Consulté le 20/05/2009.
10. 1 2 3  Décret no 2014-230 du 24 février 2014 portant délimitation des cantons dans le département de l'Essonne.
11. ↑  Article 4 de la loi du 17 mai 2013 modifiant l'article L. 191-1 du code électoral.
12. ↑  Résultats de l’élection cantonale 1994 sur le site du Figaro. Consulté le 21/10/2009.
13. ↑  Résultats de l’élection cantonale 2001 sur le site du ministère de l’Intérieur. Consulté le 20/05/2009.
14. ↑  Résultats de l’élection cantonale 2008 sur le site du ministère de l’Intérieur. Consulté le 20/05/2009.
15. ↑  Rapport statistique cantonal sur le site de l’Insee. Consulté le 28/04/2010.
16. ↑  Rapport statistique départemental sur le site de l’Insee. Consulté le 16/08/2009.
17. ↑  Rapport statistique national sur le site de l’Insee. Consulté le 05/07/2009.

## Pour approfondir